# 大眼澤絲鯰
大眼澤絲鯰，為輻鰭魚綱鯰形目毛鼻鯰科澤絲鯰屬的其中一種。該物種分布於南美洲亞馬遜河流域，本魚棲息在河底，體長可達6公分。